# Alexander Varshavsky
Alexander Jacob Varshavsky (em russo:  Александр Яковлевич Варшавский; Moscou, 8 de novembro de 1946) é um bioquímico estadunidense nascido na Rússia. É conhecido pela regra N-terminal da ubiquitinação. É atualmente pesquisador do Instituto de Tecnologia da Califórnia.

## Prêmios
Em 2014 recebeu o Breakthrough Prize in Life Sciences.
| Ano  | Prêmio                                               | Citação                       |
| ---- | ---------------------------------------------------- | ----------------------------- |
| 1999 | Prêmio Internacional da Fundação Gairdner            | Ubiquitinação                 |
| 2000 | Prêmio Albert Lasker de Pesquisa Médica Básica       | Ubiquitinação                 |
| 2001 | Prêmio Wolf de Medicina                              | Ubiquitinação                 |
| 2001 | Prêmio Massry                                        | Ubiquitinação                 |
| 2001 | Prêmio Louisa Gross Horwitz                          | Ubiquitinação                 |
| 2006 | Prêmio March of Dimes de Biologia do Desenvolvimento | Células destrutoras do câncer |
| 2007 | Prêmio Gotham                                        | Células destrutoras do câncer |
| 2012 | Prêmio Internacional Rei Faisal                      | Células destrutoras do câncer |
| 2014 | Breakthrough Prize in Life Sciences                  | Células destrutoras do câncer |